# M. Stellmann
M. Stellmann war ein Hof-Uhrmacher und Juwelier in Hannover.

## Geschichte

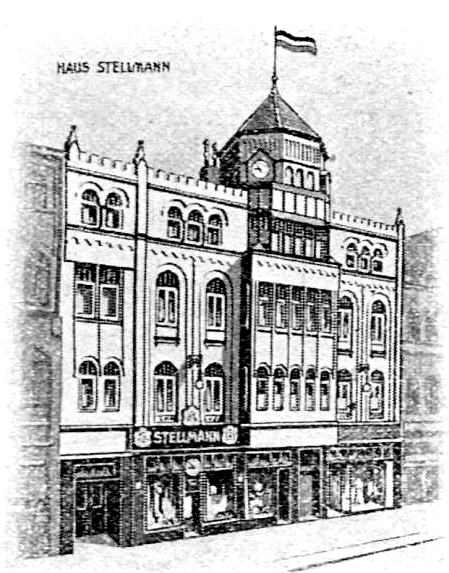
Das 1908 nach Plänen von Wilhelm Mackensen erbaute Haus Stellmann in der Königstraße 53

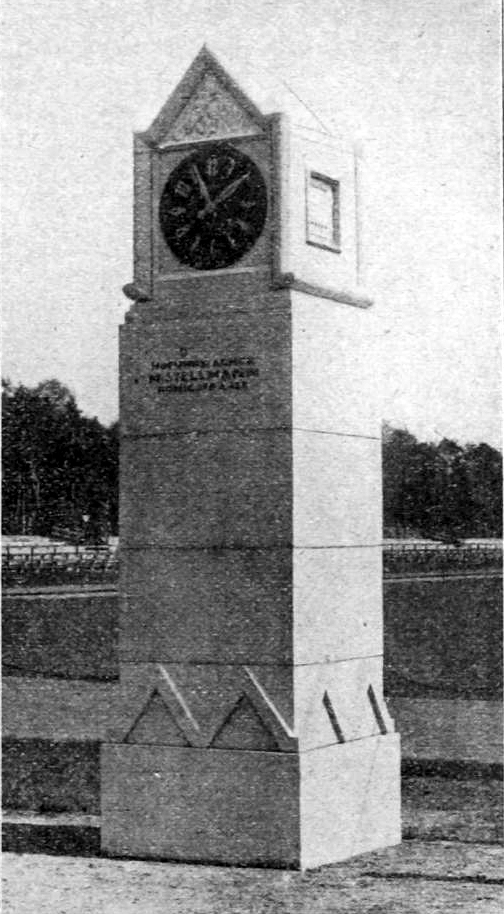
Die nach Plänen von Paul Wolf im heute von Hannover 96 genutzten Eilenriedestadion errichtete und von M. Stellmann gestiftete Monumentaluhr

Das Stellmannsche Unternehmen wurde im Jahr 1886 gegründet. Der Uhrmacher- und Uhrenhändler Moritz Stellmann (M. Stellmann sen.) war mit seiner Firma von Anfang an die Haupt-Zweigniederlassung der Präzisionsuhrenfabrik A. Lange & Söhne und besaß zudem die Alleinvertretung für die Uhrenmarke „Alpina“. Das Stellmannsche Unternehmen wurde in einem Eckladen gegründet und befand sich im Jahr 1898  im Parterre und im 3. Stockwerk des Hauses Theaterstraße 1.
Kurz nach der Jahrhundertwende kam Max Senn aus der Schweiz nach Hannover, um ab 1901 zeitweilig als Ausbilder im Stellmannschen Unternehmen tätig zu werden. Etwa zur gleichen Zeit lieferte Stellmann die im Inneren der hannoverschen Straßenbahnen angebrachten Uhren.
Von 1906 bis 1908 durchlief Max Stellmann eine Ausbildung an der Deutschen Uhrmacherschule Glashütte und ging anschließend nach Hannover.
Da trotz einer Verlegung der ersten Geschäftsräume in der Theaterstraße 1 in den größeren Nachbarladen der Platz im Lager und der Werkstatt bald nicht mehr ausreichte, baute der Architekt Wilhelm Mackensen in den Jahren 1907 bis 1908 ein Haus in der Königstraße 53 um und gestaltete es als Wohn- und Geschäftshaus für Stellmann neu. Das Gebäude ist heute nicht mehr erhalten.
In der Zeit des Ersten Weltkriegs wurde Stellmann zum Hofuhrmacher ernannt. 1905 ernannte Großherzog Wilhelm Ernst des Großherzogtums Sachsen Stellmann zum „Großherzoglich Sächsischen Hofuhrmacher und Hoflieferanten“.
Stellmanns patentierte Straßenbahn-Uhren waren über Jahrzehnte zu Tausenden ins In- und Ausland geliefert worden. Zudem lieferte das Unternehmen zahlreiche Uhren für den öffentlichen Raum, einige davon auch als Stiftungen. Der bekannteste Werbespruch des Unternehmens lautete im Volksmund seinerzeit: „Nach Stellmanns Uhren stellt man seine Uhren“. Für das heutige Eilenriedestadion stiftete M. Stellmann die Stadion-Uhr.
1926 ging das Unternehmen von M. Stellmann sen. auf seine beiden Söhne über.
Anlässlich des 50sten Gründungsjubiläums des Unternehmens wurde der Firmengründer M. Stellmann sen. 1936 zum Ehrenmeister der Handwerkskammer Hannover ernannt.
Uhren-Stellmann beging im Jahr 1961 das 75-jährige Gründungsjubiläum.  Etwa zur gleichen Zeit trug das Unternehmen durch die Lieferung von Abbildungsunterlagen am 1962 herausgegebenen Werk zur Kulturgeschichte der Schraube bei.
Im hannoverschen Adressbuch von 1975 taucht das Unternehmen M. Stellmann nicht mehr auf.

## Uhrensammlung von M. Stellmann sen.
Der Firmengründer M. Stellmann sen. hatte im Laufe seines Lebens eine der größten Antiken-Uhrensammlungen in Deutschland aufgebaut und sich auch damit einen bedeutenden Namen gemacht. Dazu zählten mehr als 200 herausragende und tragbare Uhren des 16. bis zum 18. Jahrhundert. Dieser Teil der Stellmannschen Sammlung bot eine allgemeine Übersicht über die Entwicklung der Taschenuhren. Zur Sammlung zählten aber auch historische Sonnenuhren, antike Kunstuhren und kostbare Bronze-Pendulen.
So erwarb Stellmann z. B. 1898 bei der Uhrenmanufaktur A. Lange & Söhne eine in einem Gehäuse aus 18 Karat Roségold eingelassene, hochfeine, schwere Savonnette mit Viertelstundenrepetition. Die Uhr mit der Werksnummer 40736, die sich als einzige bekannte irreversibel um 1000 von der von dem Graveur in die Uhr eingeritzten Gehäusenummer unterscheidet, erhielt eine Werksverglasung von Lange & Söhne, ein Zifferblatt aus Emaille, ein 3/4-Platinenwerk, 2 Hämmer beziehungsweise 2 Tonfedern sowie eine Goldschrauben-Kompensations-Unruh. Das Stück wurde mehr als ein Jahrhundert später auf einer von Auktionshaus Crott 2016 in Frankfurt am Main durchgeführten Versteigerung zum Schätzpreis zwischen 20.000 und 25.000 Euro angeboten.

## Auszeichnungen
- Das Unternehmen erhielt drei Mal das Prädikat als Hofuhrmacher und wurde auf verschiedenen Fachausstellungen prämiert.[4]